# オンワードガイ
オンワードガイとは日本の競走馬である。1958年年度代表馬オンワードゼアの代表産駒。
母のリナウンは偶然にもオーナー：樫山純三の経営していた「オンワード樫山」のライバル企業「レナウン」と英表記の綴りが同じであった。同期はヒカルイマイ・ニホンピロムーテー・ベルワイドなど。

## 戦績
1970年6月27日にデビューしたオンワードガイであったが、札幌では4戦して全て2着という結果に終わった。結局初勝利は、府中に戻ってきた11月1日の未勝利戦であった。続く尾花賞（条件戦）・朝日杯3歳ステークスを優勝。優勝時のインタビューにおいて馬主の樫山純三は『ゼアにもっと良い牝馬を付けてあげれば良かった」と父馬のオンワードゼアに申し訳ないと涙ぐみながら語った。翌年クラシックの関東のエースとなったのである。
こうしてクラシックシーズンに突入したオンワードガイであったが、3歳時の無理が祟ったのか皐月賞には間に合わず、滑り込みで間に合った日本ダービーでは20着の惨敗に終わった。結局、クラシックは菊花賞をニホンピロムーテーの3着に押し上げたものの、この年の勝ち鞍は休養先の札幌で挙げたオープン戦の1勝だけであった。
古馬となってからのオンワードガイは、北海道シーズンでの主軸的存在として活躍。特に函館は強く、函館記念の他に巴賞（1800メートル・オープン特別）勝ちがある。その他の重賞勝ち鞍はAJC杯・目黒記念（春）。1972年有馬記念4着（勝ち馬イシノヒカル）・1973年天皇賞（春）4着（勝ち馬タイテエム）等、中央での大レースではなかなかトップに立てない名脇役でもあった。上記のAJC杯は東京2400メートル、目黒記念はトップハンデで2500メートルを連勝した。因みに、目黒記念でアカツキテルとの写真判定を制し優勝した時、鞍上の蓑田早人はスタンドに鞭を投げ入れ喜びを爆発させていた。
父を追い天皇賞・有馬記念を目標に頑張ったが、ジリ脚的傾向が災いし入着が精一杯であった。その代わり、馬場状態の良否は問題にならない事もあり重馬場で好成績を挙げる事が多く、中央開催の重賞勝ち鞍である朝日杯・AJC杯・目黒記念は、共に重馬場（朝日杯は不良、AJC杯・目黒記念は稍重）のレースであった。ちなみに、馬格は440キロ〜450キロ程度で、牡馬としては小柄であった。

## 引退後
1975年1月の金杯（東）2着を最後に引退したオンワードガイは種牡馬になった。種付け件数を増やすべく種付け料金を無料にしたこともあったが国産種牡馬冷遇時代の中種付け頭数は最大でも年間14頭と人気面は振るわなかった。しかしながら、数少ない産駒の中から当時父内国産馬限定重賞として施行されていた中日新聞杯で3着に入ったオンワードベスビオ、新馬戦でアンバーシャダイを破るなど中央地方合わせて8勝を挙げたオンワードタキなどが活躍した。ただ中央地方を通じ重賞勝ち馬を出すことはできなかった。　

## 血統表
| オンワードガイの血統（オーム系 / Blandford4×5=9.38%） | オンワードガイの血統（オーム系 / Blandford4×5=9.38%） | オンワードガイの血統（オーム系 / Blandford4×5=9.38%） | （血統表の出典）       | （血統表の出典） |
| 父 オンワードゼア 1954 栗毛                           | 父の父マルゼア 1941 栗毛                              | *レヴユーオーダー Review Order                        | Grand Parade           | Grand Parade     |
| 父 オンワードゼア 1954 栗毛                           | 父の父マルゼア 1941 栗毛                              | *レヴユーオーダー Review Order                        | Accurate               |                  |
| 父 オンワードゼア 1954 栗毛                           | 父の父マルゼア 1941 栗毛                              | *ゼア There                                           | Over There             | Over There       |
| 父 オンワードゼア 1954 栗毛                           | 父の父マルゼア 1941 栗毛                              | *ゼア There                                           | *デッドインデアン      |                  |
| 父 オンワードゼア 1954 栗毛                           | 父の母トキツカゼ 1944 鹿毛                            | *プリメロ Primero                                     | Blandford              | Blandford        |
| 父 オンワードゼア 1954 栗毛                           | 父の母トキツカゼ 1944 鹿毛                            | *プリメロ Primero                                     | Athasi                 |                  |
| 父 オンワードゼア 1954 栗毛                           | 父の母トキツカゼ 1944 鹿毛                            | 第五マンナ                                            | *シアンモア            | *シアンモア      |
| 父 オンワードゼア 1954 栗毛                           | 父の母トキツカゼ 1944 鹿毛                            | 第五マンナ                                            | マンナ                 |                  |
| 母 *リナウン Renown 1956 栃栗毛                       | 母の父Never Say Die 1951 栗毛                         | Nasrullah                                             | Nearco                 | Nearco           |
| 母 *リナウン Renown 1956 栃栗毛                       | 母の父Never Say Die 1951 栗毛                         | Nasrullah                                             | Mumtaz Begum           |                  |
| 母 *リナウン Renown 1956 栃栗毛                       | 母の父Never Say Die 1951 栗毛                         | Singing Grass                                         | War Admiral            | War Admiral      |
| 母 *リナウン Renown 1956 栃栗毛                       | 母の父Never Say Die 1951 栗毛                         | Singing Grass                                         | Boreale                |                  |
| 母 *リナウン Renown 1956 栃栗毛                       | 母の母Refreshed 1949 黒鹿毛                           | Hyperion                                              | Gainsborough           | Gainsborough     |
| 母 *リナウン Renown 1956 栃栗毛                       | 母の母Refreshed 1949 黒鹿毛                           | Hyperion                                              | Selene                 |                  |
| 母 *リナウン Renown 1956 栃栗毛                       | 母の母Refreshed 1949 黒鹿毛                           | Monsoon                                               | Umidwar                | Umidwar          |
| 母 *リナウン Renown 1956 栃栗毛                       | 母の母Refreshed 1949 黒鹿毛                           | Monsoon                                               | Heavenly Wind F-No.1-w |                  |